# العلاقات التشيلية الكورية الشمالية
العلاقات التشيلية الكورية الشمالية هي العلاقات الثنائية التي تجمع بين تشيلي وكوريا الشمالية.

## مقارنة بين البلدين
هذه مقارنة عامة ومرجعية للدولتين:
| وجه المقارنة                                              | تشيلي                         | كوريا الشمالية                        |
| --------------------------------------------------------- | ----------------------------- | ------------------------------------- |
| المساحة (كم2)                                             | 756.10 ألف                    | 120.54 ألف                            |
| عدد السكان (نسمة)                                         | 17.37 مليون                   | 25.49 مليون                           |
| الكثافة السكانية (ن./كم²)                                 | 22.97                         | 211.47                                |
| العاصمة                                                   | سانتياغو                      | بيونغيانغ                             |
| اللغة الرسمية                                             | اللغة الإسبانية               | لغة كوريا الشمالية القياسية ‏          |
| العملة                                                    | بيزو تشيلي، وحدة حساب تشيلية ‏ | وون كوري شمالي                        |
| الناتج المحلي الإجمالي (بليون دولار)                      | 277.08 مليار                  |                                       |
| الناتج المحلي الإجمالي (تعادل القوة الشرائية) بليون دولار | 419.39 مليار                  |                                       |
| الناتج المحلي الإجمالي الاسمي للفرد دولار أمريكي          | 13.42 ألف                     |                                       |
| الناتج المحلي الإجمالي للفرد دولار أمريكي                 | 22.07 ألف                     |                                       |
| مؤشر التنمية البشرية                                      | 0.832                         |                                       |
| رمز المكالمات الدولي                                      | +56                           | +850                                  |
| رمز الإنترنت                                              | .cl                           | .kp                                   |
| المنطقة الزمنية                                           | 00، 00، 00، 00                | ت ع م+08:30، ت ع م+08:30، ت ع م+09:00 |

## منظمات دولية مشتركة
يشترك البلدان في عضوية مجموعة من المنظمات الدولية، منها:
| علم المنظمة | اسم المنظمة                   | تاريخ انضمام تشيلي | تاريخ انضمام كوريا الشمالية |
| ----------- | ----------------------------- | ------------------ | --------------------------- |
|             | يونسكو                        | 7 يوليو 1953       | 18 أكتوبر 1974              |
|             | الاتحاد البريدي العالمي       | ?                  | ?                           |
|             | الاتحاد الدولي للاتصالات      | 1908               | ?                           |
|             | الأمم المتحدة                 | 24 أكتوبر 1945     | 17 سبتمبر 1991              |
|             | المنظمة الهيدروغرافية الدولية | ?                  | ?                           |

## وصلات خارجية
- موقع وزارة الخارجية التشيلية
- موقع وزارة الخارجية الكورية الشمالية